# Pancorius minutus
Pancorius minutus là một loài nhện trong họ Salticidae.
Loài này thuộc chi Pancorius. Pancorius minutus được Marek Żabka miêu tả năm 1985.